# Estrada de Ferro Norte do Paraná
A Estrada de Ferro Norte do Paraná foi criada pelo Governo do Estado do Paraná com o objetivo de ligar por meio de transporte rápido a Capital aos vales dos Rios Assunguy e Ribeira para o escoamento de riquezas naturais, principalmente as de origem mineral disponíveis na região.

## Histórico

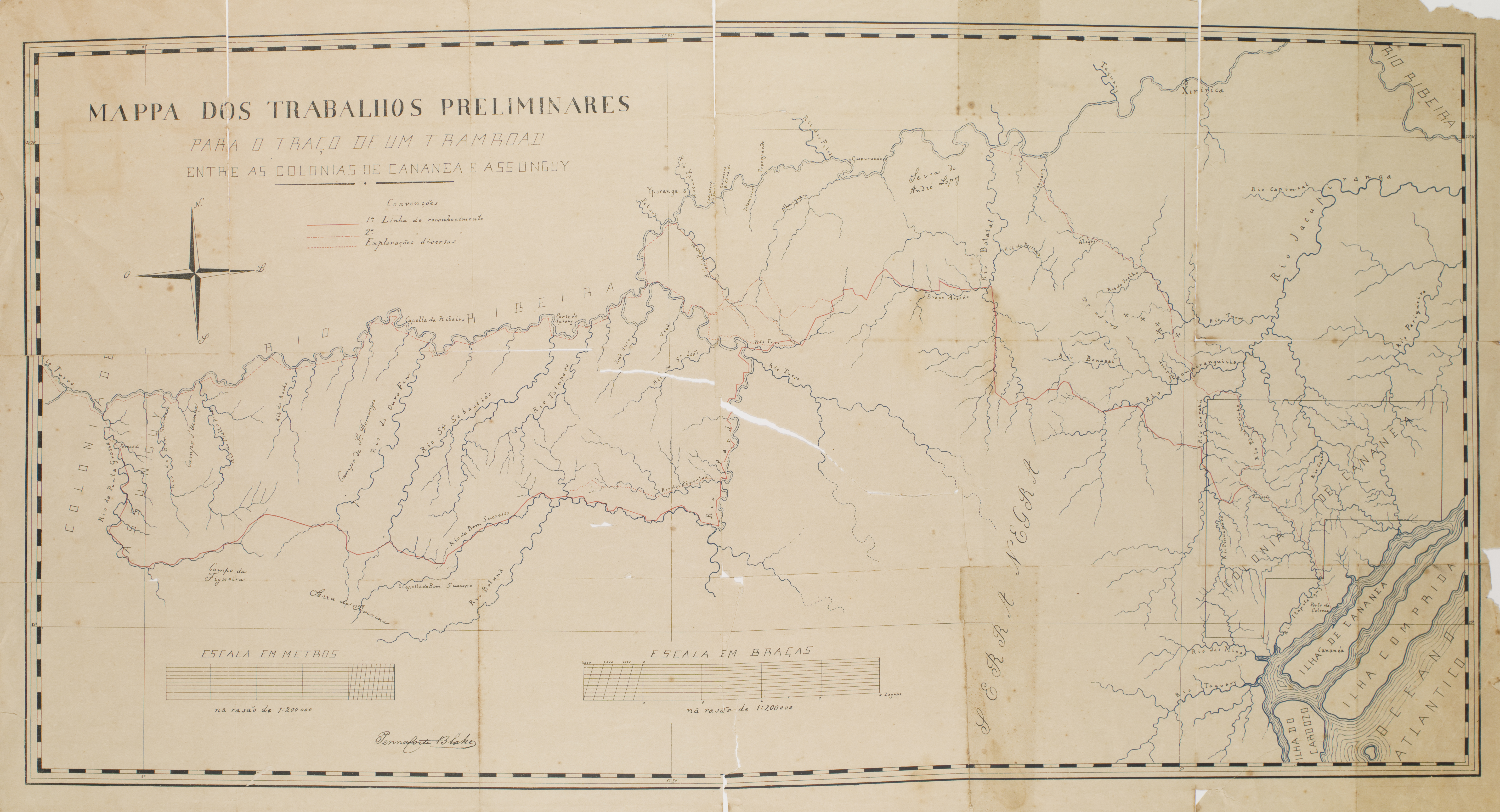
Mapa dos trabalhos preliminares para o traço de um Treamroad entre as Colonias de Cananeia e Assungui, acervo do Museu Paulista.

A 3 de fevereiro de 1890, o decreto Estadual nº35, fornecia a primeira concessão que previa o início das obras em dois anos. A referida concessão caducou por não terem sido satisfeitas pelos concessionários, as exigências do referido contrato que especificou o prazo para início das obras. Dois anos depois em 1892 através da Lei Estadual nº75 que autorizava o Poder Executivo a contratar por meio de concorrência pública a construção, uso e gozo de uma estrada de ferro partindo de Curitiba e seguindo em direção á Vila de Assunguy de Cima, e com uma ramal para a cidade de Cerro Azul a qual poderia se prolongar até a cidade de Jaguariaíva ou outro ponto mais conveniente para se entroncar-se com a Estrada de Ferro São Paulo-Rio Grande, facilitando assim e encurtando a distância para a cidade de São Paulo. Apesar dos privilégios concedidos pela mesma Lei, não se apresentaram interessados.
Assim foi até o ano de 1906, quando pelo Decreto 298 de 27 de Julho do citado ano, concedeu a Gaston de Cerjat ou a empresa que o mesmo organizasse privilégios para a construção, uso de gozo da ferrovia. O início da construção foi em 19 de dezembro de 1906 em comemoração ao 53º aniversário da instalação da Província do Paraná. Ficando concluído o primeiro trecho da ferrovia com 43,397 metros de extensão entre a cidade de Curitiba e a Vila Rio Branco (hoje Rio Branco do Sul) na datada de fevereiro de 1909.
O custo do trecho Curitiba-Rio Branco ficou registrado nos livros contábeis em 3.573:573$492 contos de réis.
Foi comprada em 1910 pela Brazil Railway Company e, mais tarde, passou ao Governo do Estado, que o juntou à Rede de Viação Paraná-Santa Catarina em 1942. Sendo um ramal curto que parte da estação de Curitiba, com apenas 42 km, não teria futuro se, nos anos 1940, não tivesse sido construída na sua extremidade uma fábrica de cimento, que hoje pertence ao Grupo Votorantim. O ramal, que teve trens de passageiros até 12 de janeiro de 1991, funcionando como trens de subúrbio.

## Estrutura inicial
Este trecho possui duas pontes somente com vãos de 40 e 20 metros respectivamente, 33 pontilhões e 150 bueiros, e foram construídas para dar apóio ao tráfego da Estrada de Ferro Norte do Paraná cinco estações: Cachoeira, Almirante Tamandaré (antiga Timoneira), Tranqueira, Itaperussu, e Rio Branco do Sul (antiga Votuverava). Porém com o advento da 1ª Guerra Mundial e as dificuldades econômico-financeiras do Brasil, juntamente com a carência de capitais estrangeiros principalmente não foi permitido o investimento da ordem de 27 mil contos de réis, sendo assim foi adiada a execução de seu prolongamento conforme estudos iniciais e não mais foi concluída conforme traçado inicial.

## Projeto

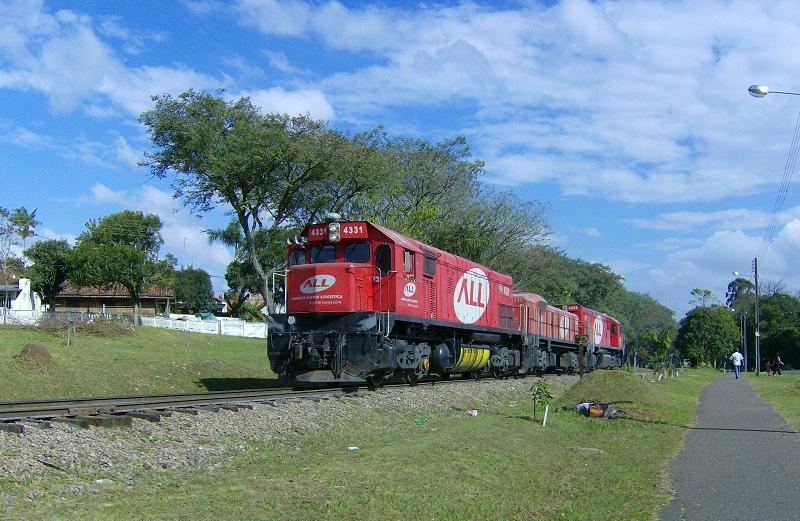
Ramal Rio Branco (2008), km 2,0 (Bairro Alto da XV) - Curitiba.

Os planos iniciais buscavam a conexão com a Estrada de Ferro São Paulo-Rio Grande e um outro ramal partindo de Cerro Azul seguindo o Rio Ribeira que atingiria a cidade de Juquiá, onde a antiga Estrada de Ferro Sorocabana estendeu seus trilhos na década de 1910-1920 e por conseqüência poderia ser atingido o Porto de Santos.
Atualmente o ramal de Juquiá que tem hoje seu final na cidade de Cajati, foi paralisado pela sua concessionaria Ferrovia Bandeirantes (Ferroban) desde o fim de 1998, existindo especulações que a América Latina Logística (ALL) reativaria este ramal com intenção de atender as industriais minerais da região.

## Operação atual
Hoje esse trecho ainda e operacional servindo exclusivamente para transporte de cimento produzido pela unidade do Grupo Votorantim e para escoamento de calcário muito utilizado na correção do solo agrícola.